# پارامتر

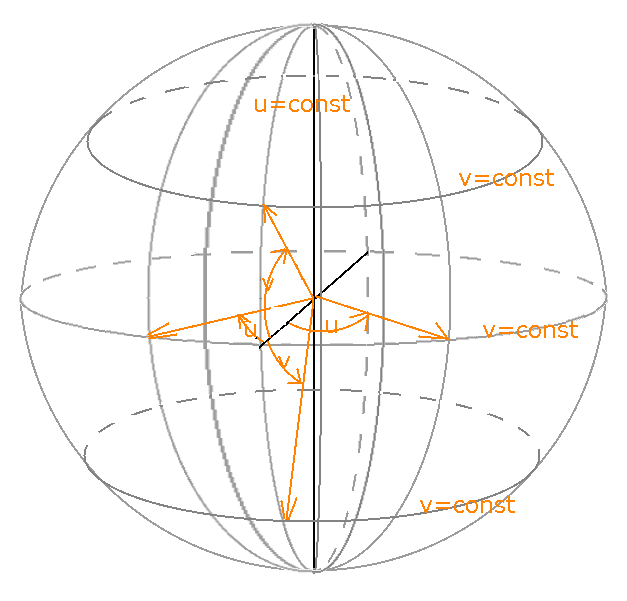
نمونه ای از پارامتر سه بعدی در قالب کروی در فیزیک

در علوم دقیق، پارامتر (به انگلیسی: Parameter) یا مؤلفهٔ تعیین‌کننده، به یک مقدار ناشناخته یا متغیر گفته می‌شود که پس از اختصاص دادن مقدار نهایی به آن، وضعیت نهایی یک سیستم را تعیین می‌کند. برای نمونه: وضعیت قرارگیری کلید چراغ برق، پارامتری برای سیستم روشنایی در اتاق است. یا دمای تعیین‌شده برای ترموستات پارامتری برای سامانهٔ گرمایشی است.
فرهنگستان زبان و ادب فارسی برای پارامتر واژه‌های عامل یا مؤلفه‎ را پیشنهاد کرده که ممکن است معنی درست این مفهوم را نرساند. به‌گونه‌ای که فرهنگستان برای بسیاری از ترکیب‌ها همان پارامتر را استفاده کرده است؛ فهرستی از این ترکیب‌ها را در سامانۀ واژه‌های مصوب فرهنگستان ببینید. 
پارامتر در رشته‌هایی مانند ریاضیات، منطق، زبان‌شناسی، علوم و محیط زیست به‌کار می‌رود.
در ریاضیات از پارامتر برای متغیر کردن اجزای ریاضی استفاده می‌شود.